# 小行星20334
小行星20334（20334 Glewitsky）是一颗绕太阳运转的小行星，为主小行星带小行星。该小行星于1998年4月发现。

## 轨道参数
小行星20334的轨道半长轴为338 791 101 km（2.2646464 UA），离心率为0.151。